# Prelazia Territorial de Chuquibambilla
A Prelazia Territorial de Chuquibambilla (em latim: Praelatura Territorialis Chuquibambillensis) é uma jurisdição eclesiástica, localizada na cidade de Chuquibambilla na província eclesiástica de Cusco, no Peru. A prelazia foi formada em 1968 pelo Beato Papa Paulo VI.
A sede do prelado é a Catedral de São Pedro em Chuquibambilla.
A igreja prelática, em 2013, possuía 30 paróquias, abrange cerca de 8.000 km² em que vivem 100.700 pessoas, das quais 95.200 são católicas, ou 94.5% da população, sendo atendidas por 15 sacerdotes.

## História
Tem seus antecedentes no século XVI na evangelização de Apurimac pelos missionários agostinianos espanhóis. No ano de 1596 a missão agostiniana começou de Cusco a Apurimac no que seria a prelatura. Em 1570, o Convento Real de San Agustín de Cotabambas foi construído.
No ano 1649, o "Corregimiento de Cotabamba" tinha cinco doutrinas. Ao contrário da República, em 1826 o convento foi perdido devido às políticas religiosas de Bolívar, consequentemente ficaram sem um serviço religioso. A situação piorou até que, em 1894, o Peru e a Santa Sé concordaram com o retorno de muitas congregações religiosas; apesar disso, em meados do século, eles só receberam visitas esporádicas dos clérigos de Cusco. Por causa do abandono religioso, os fiéis adotaram costumes contrários à fé.
Em 1958, o papa Pio XII erigiu a diocese de Abancay, alcançando a independência da Igreja de Cusco. A crise dos sacerdotes fez com que o bispo Alcides conseguisse fazer outra jurisdição encarregada dos agostinianos italianos. É assim que o Prior Geral Agostino Trapé envia os padres Renzo e Éttore para fazer o relatório e depois chamam voluntários para evangelizar a área.
Como resultado, a prelazia de Chuquibambilla foi erguida em 26 de abril de 1968, através da bula "Qui Idcirco" pelo beato papa Paulo VI com território quebrado da diocese de Abancay. Estando sob o cuidado pastoral dos padres agostinianos italianos, o padre Renzo Michelli foi nomeado administrador apostólico, que governou a prelatura de 1968 a 1986, tomando posse da sede em 30 de setembro de 1968.
Nas décadas de 1970 e 1980, foram erigidos paróquias, hospitais e escolas pelos agostinianos. No ano de 1970, se inicia um seminário menor porém fracassa devido à falta de perseverança nos aspirantes; embora os jovens fossem enviados para o seminário maior de Abancay. Em 1976, o padre Renzo Miccheli é elevado à ordem episcopal. Em 1986 começa o pontificado do prelado Domenico Berni, instalando sua residência em Tambobamba; depois em 1989, o vicariato regional "San Agustin" de Apurímac foi fundado como um apoio à Igreja de Chuquibambilla.

## Território
Está localizado no centro sul do Peru. Abrange as aldeias e povos das províncias civis de Antabamba, Cotabambas e Grau, na região de Apurímac, delimitada a norte pela arquidiocese metropolitana de Cusco, a noroeste pela diocese de Abancay, a sudoeste pela prelatura territorial de Caravelí, para o leste com a prelazia territorial de Sicuani e para o sul com a prelazia territorial de Chuquibamba.

## Ordinários
- Lorenzo Miccheli Filippetti, O. S. A. (12 de agosto de 1976 - 16 de julho de 1986)
- Domenico Berni Leonardi, O. S. R. (29 de março de 1989 – 24 de abril de 2018)[1]
- Edinson Edgardo Farfán Córdova, O. S. A. (7 de dezembro de 2019 - 14 de fevereiro de 2024)[2]
- Wilder Alberto Vásquez Saldaña, O.S.A. (desde 8 de abril de 2025)